# Víctor Gil Lechoza
Víctor Gil Lechoza (Galdames, Vizcaya, España, 11 de junio de 1932 - Minas, Lavalleja, Uruguay, 21 de junio de 2001) fue un sacerdote católico, obispo de la diócesis de Minas, en Uruguay.
Nació en el seno de una familia pobre y humilde, en la que se cultivaba el sentido familiar, el trabajo, la solidaridad y la tradición católica.
Poco después del final de la guerra civil española, y ante la situación difícil que vivía España, dos hermanos de su padre que vivían en Montevideo pidieron que Víctor fuera con ellos.
Llegó al Uruguay siendo un niño. En Montevideo hizo sus estudios secundarios y parte de los universitarios de Ciencias Económicas, manteniendo la práctica religiosa. Se vinculó con los Padres Pasionistas en la parroquia de Santa Gema. Después se acercó a la parroquia Sagrado Corazón de los Padres Jesuitas, donde participó durante varios años en la Congregación Mariana.
A los 26 años, luego de unos Ejercicios Espirituales, ingresó al Seminario Mayor Interdiocesano de Montevideo. Inició sus estudios cuando el Seminario aún tenía su sede en Avenida de Las Instrucciones (Montevideo) y los completó en la nueva sede de Toledo (Canelones).
Llegó a Minas como seminarista junto a otros españoles que luego fueron, como él, presbíteros en esa diócesis: Narciso Renom, Salvador Roca, Pablo Delgado y Lorenzo Mambrilla.
El 13 de agosto de 1966 fue ordenado Presbítero en Minas por Mons. Edmundo Quaglia.
Durante su vida sacerdotal, fue secretario del Departamento de Vocaciones de la Conferencia Episcopal del Uruguay (CEU), director del Oficio Catequístico Diocesano, cura párroco de la catedral, vicario general de la diócesis de Minas y administrador diocesano a la muerte del ibispo Carlos Arturo Mullin.
El 14 de diciembre de 1985 fue consagrado por el nuncio apostólico Franco Brambilla como el cuarto obispo de Minas. En abril de 2001 fue elegido Presidente del Departamento de Catequesis, y de la Comisión Nacional del Clero, e integrante de la Comisión mixta de obispos y religiosos y de la Comisión Episcopal del Seminario Mayor Interdiocesano.
Falleció en Minas, el viernes 21 de junio de 2001 a las 14:00. En ese año, la Iglesia Católica celebraba en esa fecha la solemnidad del Sagrado Corazón de Jesús. El velatorio tuvo lugar a partir de las 19 en la catedral, lugar donde Gil Lechoza ejerció su ministerio sacerdotal y episcopal. Al día siguiente se realizó el funeral concelebrado por el nuncio apostólico de ese momento, Janusz Bolonek, todos los Obispos del Uruguay y muchos clérigos. La homilía estuvo a cargo de su amigo y hermano de más de 40 años, el obispo de Maldonado - Punta del Este Rodolfo Wirz, que conoció bien a Gil Lechoza ya que fueron compañeros en el seminario Interdiocesano. Wirz comenzó su homilía aludiendo al lema episcopal de Mons. Gil: “Me amó y se entregó por mí”. Destacó que lo más importante del Obispo está en lo oculto a los sentidos y que sólo se entiende desde el corazón, por lo que consideraba una Gracia que Víctor Gil falleciera el día del Sagrado Corazón.
| Predecesor: Carlos Arturo Mullin | Obispo de Minas 1985-2001 | Sucesor: Francisco Domingo Barbosa Da Silveira |